# مقاطعة سمولينسك

علم أوبلاست سمولينسك

أوبلاست سمولينسك هي إحدى الكيانات الفدرالية في روسيا. وتحوي المدن والقرى التالية: ديميدوف، ديسنوغورسك، دوروغوبوج، دوخوفشتشينا، غاغارين، بوتشينوك، روسلافل، رودنايا، سافونوفو، سمولينسك، سيتشيوفكا، فيليج، فيازما، يارتسيفو، ييلنيا.